# Alfa Romeo 6C Sport
Alfa Romeo 6C Sport – samochód sportowy produkowany przez włoską firmę Alfa Romeo w latach 1929-1933. Wyposażony był on w otwarte nadwozie i składany dach. Samochód był napędzany przez silnik o pojemności 1,8 l. 

## Dane techniczne
- Silnik: R6 1,8 l (1752 cm³)
- Układ zasilania: b.d.
- Średnica × skok tłoka: b.d.
- Stopień sprężania: b.d.
- Moc maksymalna: 55 KM (40 kW)
- Maksymalny moment obrotowy: b.d.
- Prędkość maksymalna: b.d.